# Aram Dorsum
L'Aram Dorsum è una struttura geologica della superficie di Marte.